# Roumanie aux Jeux olympiques d'hiver de 1984
L'équipe olympique de Roumanie  a participé  aux Jeux olympiques d'hiver de 1984 à Sarajevo en Yougoslavie. Elle prit part aux Jeux olympiques d'hiver pour la douzième fois de son histoire et son équipe formée de dix neuf athlètes ne remporta pas de médaille.